# Protexarnis confusa
Protexarnis confusa là một loài bướm đêm trong họ Noctuidae.